# Game On (televisieprogramma)
Game On was een Nederlands belspelprogramma waarin de kijker thuis via de telefoon kon meespelen aan diverse woordspelletjes. Spellen die gespeeld werden zijn 'Missing Word', 'Lettermix', 'Guess It', 'Koppelwoord' en 'Direct Link'.
Voor de nachtbrakers was er Game On Night; elke nacht op SBS6 en Veronica. Game On Night begon rond 01.00 uur op SBS6, en werd op een later tijdstip overgenomen door Veronica om daar ook te eindigen.

## Geschiedenis
De eerste uitzending van Game On is op 28 februari 2005 op SBS6. Op 8 augustus 2005 viert Game On het eenjarig bestaan van de belspellen bij SBS met een feestelijke jubileumuitzending. Op 30 september dat jaar is de 200ste uitzending van Game On.
Door de komst van de Gedragscode Kansspelen verdwijnt op 1 januari 2006 de programmanaam Game On en worden er verschillende programma's uitgezonden onder de noemer SBS Games.

## Presentatoren
- Harold Verwoert
- Arlette Adriani
- Jeremy Sno
- Wytske Kenemans
- Celine Huijsmans
- Nienke Disco
- Mirjam van Mourik
- Gigi Ravelli

## Buitenland
Game On werd ook uitgezonden in Denemarken, Zweden en België. Ook in Polen was Game On een tijdje te zien.